# Jorge Braga de Macedo
Jorge Avelino Braga de Macedo (ur. 1 grudnia 1946 w Lizbonie) – portugalski ekonomista, nauczyciel akademicki i polityk, profesor, w latach 1991–1993 minister finansów.

## Życiorys
W 1971 ukończył studia prawnicze na Uniwersytecie Lizbońskim. Następnie kształcił się na Uniwersytecie Yale, na którym uzyskał magisterium ze stosunków międzynarodowych (1973) i doktorat z ekonomii (1979). Od 1976 jako nauczyciel akademicki związany z Universidade Nova de Lisboa. Od lat 80. współpracownik National Bureau of Economic Research w Cambridge oraz Centre for Economic Policy Research w Londynie. Wykładał także na Universidade Católica Portuguesa i Uniwersytecie Princeton. Był konsultantem Międzynarodowego Funduszu Walutowego oraz Banku Światowego. Od 1988 do 1991 pracował w strukturze Komisji Europejskiej.
W 1991 z ramienia Partii Socjaldemokratycznej uzyskał mandat posła do Zgromadzenia Republiki VI kadencji. Od tegoż roku do 1993 sprawował urząd ministra finansów w trzecim rządzie Aníbala Cavaco Silvy. W 1996 uzyskał pełną profesurę na Universidade Nova de Lisboa, a w 2008 objął stanowisko dyrektora centrum badawczego na wydziale ekonomii tej uczelni. W 2002 został wykładowcą Instytutu Nauk Politycznych w Paryżu. W latach 1999–2004 pracował w Organizacji Współpracy Gospodarczej i Rozwoju. Od 1997 członek korespondent, a od 2008 członek rzeczywisty Lizbońskiej Akademii Nauk. W 2012 powołany do rady nadzorczej Energias de Portugal.

## Odznaczenia
- Krzyż Wielki Orderu Infanta Henryka (2006)[5]